# Navalmoral de la Mata
Navalmoral de la Mata település Spanyolországban, Cáceres tartományban. Navalmoral de la Mata Casatejada, Talayuela, Rosalejo, Peraleda de la Mata, Millanes és Saucedilla községekkel határos. Lakosainak száma 17 028 fő (2024).

## Népesség
A település népessége az elmúlt években az alábbi módon változott:
| Lakosok száma | 14 993 | 16 856 | 17 099 | 17 228 | 17 386 | 17 322 | 17 247 | 17 129 | 17 010 | 17 028 |
|               | 2001   | 2004   | 2006   | 2009   | 2011   | 2014   | 2016   | 2019   | 2021   | 2024   |